# Tennis Masters Cup 2008 - Enkelspel
De Tennis Masters Cup 2008 werd van 9 tot 16 november gespeeld in Chinese stad Shanghai. Het officieuze Wereldkampioenschap, dat door de ATP wordt georganiseerd, vond voor de vierde maal op rij in China plaats

## Deelnemers
1. Roger Federer
2. Novak Đoković
3. Andy Murray
4. Nikolaj Davydenko
5. Andy Roddick
6. Jo-Wilfried Tsonga
7. Juan Martín del Potro
8. Gilles Simon

## Groepen

### Rode groep
- Uitslagen

| Speler 1  | Speler 2   | Uitslag          |
| R Federer | G Simon    | 6-4, 4-6, 3-6    |
| A Murray  | A Roddick  | 6-4, 1-6, 6-1    |
| R Federer | R Štěpánek | 7-6(4), 6-4      |
| A Murray  | G Simon    | 6-4, 6-2         |
| R Federer | A Murray   | 6-4, 6-7(3), 5-7 |
| G Simon   | R Štěpánek | 6-1, 6-4         |

- Klassement

| #  | Rang | Speler         | Wedstrijd W - V | Sets W - V | Games W - V |
| -- | ---- | -------------- | --------------- | ---------- | ----------- |
| 1. | 4.   | Andy Murray    | 3-0             | 6-2        | 43-34       |
| 2. | 9.   | Gilles Simon   | 2-1             | 4-3        | 34-30       |
| 3. | 2.   | Roger Federer  | 1-2             | 4-4        | 43-44       |
| 4. | 6.   | Andy Roddick   | 0-1             | 1-2        | 9-13        |
| 5. | 27.  | Radek Štěpánek | 0-2             | 0-4        | 15-25       |

### Gouden groep
- Uitslagen

| Speler 1     | Speler 2     | Uitslag             |
| N Đoković    | JM del Potro | 7-5, 6-3            |
| N Davydenko  | JW Tsonga    | 6-7(6), 6-4, 7-6(0) |
| N Đoković    | N Davydenko  | 7-6(3), 0-6, 7-5    |
| JM del Potro | JW Tsonga    | 7-6(4), 7-6(5)      |
| JW Tsonga    | N Đoković    | 1-6, 7-5, 6-1       |
| N Davydenko  | JM del Potro | 6-3, 6-2            |

- Klassement

| #  | Rang | Speler                | Wedstrijd W - V | Sets W - V | Games W - V |
| -- | ---- | --------------------- | --------------- | ---------- | ----------- |
| 1. | 2.   | Novak Đoković         | 2-1             | 5-3        | 39-39       |
| 2. | 4.   | Nikolaj Davydenko     | 2-1             | 5-3        | 48-36       |
| 3. | 7.   | Jo-Wilfried Tsonga    | 1-2             | 3-5        | 43-45       |
| 4. | 6.   | Juan Martín del Potro | 1-2             | 2-4        | 27-37       |

## Halve finale
| Speler 1       |   | Speler 2          | Score         |
| Andy Murray    | - | Nikolaj Davydenko | 5-7, 2-6      |
| Novak Đoković' | - | Gilles Simon      | 4-6, 6-3, 7-5 |

## Finale
| Speler 1      |   | Speler 2          | Score    |
| Novak Đoković | - | Nikolaj Davydenko | 6-1, 7-5 |